# Erehof Molkwerum
Erehof Molkwerum ligt op het kerkhof midden in het dorp Molkwerum in de Nederlandse gemeente Súdwest-Fryslân, provincie Friesland. Er staat één steen met daarop de volgende naam:
| Naam                   | Functie | Onderdeel       | Sq          | Overleden  | Leeftijd |
| ---------------------- | ------- | --------------- | ----------- | ---------- | -------- |
| Thomas Fraser McCrorie | Piloot  | Royal Air Force | 75 Squadron | 23-06-1943 | 27       |

## Geschiedenis
Op 23 juni 1943 werd een Stirling-bommenwerper, de EH889 van het 75e Squadron RAF, aangevallen door een Duitse nachtjager. Op 8 km ten oosten van Oosterland stortte de bommenwerper in het IJsselmeer. Alle bemanningsleden kwamen daarbij om het leven. De piloot McCrorie ligt op dit erehof begraven, de boordschutter Raymond Anthony Kennedy ligt begraven op het Erehof Wieringermeer.